# Бруно Каль (офіцер)
Не плутати з керівником БНД!
Бруно Каль (нім. Bruno Kahl; 23 листопада 1914, Кельн — 27 лютого 1999) — німецький офіцер, оберст-лейтенант вермахту. Кавалер Лицарського хреста Залізного хреста з дубовим листям.

## Біографія
В 1933 році поступив на службу в 6-й автомобільний батальйон. З квітня 1935 року — офіцер зв'язку у складі 9-го протитанкового дивізіону. З весни 1938 року — командир роти 48-го гірського протитанкового дивізіону. Учасник Польської та Норвезької кампаній. З весни 1940 року — командир роти 21-го танкового полку 20-ї танкової дивізії, з літа 1941 року — командир 3-го батальйону. Учасник боїв на радянсько-німецькому фронті. З літа 1943 року — командир 3-го батальйону 656-го важкого протитанкового полку. Відзначився у боях під Орлом. Зимою 1944 року відряджений у болгарську армію в якості інструктора, а 1 квітня 1944 року призначений командиром танкового полку «Велика Німеччина». У квітні 1944 року був важко поранений і евакуйований в шпиталь, де був схоплений американськими військами. В червні 1945 року звільнений. Займав високі посади у бізнесі, з 1970 року — директор компанії Bayer. В 1979 році вийшов на пенсію.

## Нагороди
- Медаль «За вислугу років у Вермахті» 4-го класу (4 роки)
- Медаль «У пам'ять 1 жовтня 1938»
- Залізний хрест
  - 2-го класу (8 липня 1941)
  - 1-го класу (30 жовтня 1941)
- Нагрудний знак «За поранення»
  - в чорному (10 липня 1941)
  - в сріблі (3 березня 1942)
  - в золоті (11 липня 1943)
- Нагрудний знак «За участь у загальних штурмових атаках» (15 серпня 1941)
- Лицарський хрест Залізного хреста з дубовим листям
  - Лицарський хрест (8 лютого 1942)
  - Дубове листя (8 серпня 1943)
- Сертифікат Пошани Головнокомандувача Сухопутних військ Вермахту (28 березня 1942)
- Медаль «За зимову кампанію на Сході 1941/42» (серпень 1942)
- Нагрудний знак «За танкову атаку» в сріблі, 3-го ступеня «50»
- Німецький хрест в золоті (20 вересня 1942)